# Oxford History of England
La Oxford History of England (1934–1965) è stata una importante serie di libri sulla storia del Regno Unito. Pubblicata dalla Oxford University Press, originariamente doveva estendersi dalla Britannia romana allo scoppio della prima guerra mondiale in quattordici volumi scritti da eminenti storici. Il direttore della serie, Sir George Clark, contribuì al primo volume apparso nel 1934. La serie, come originariamente prevista, fu completata nel 1961. Tuttavia, è stata successivamente ampliata e aggiornata con ulteriori volumi ed edizioni, portando la narrazione fino alla fine della seconda guerra mondiale. Diversi volumi sono stati successivamente "sostituiti" da edizioni riviste di cui l'ultima è stata aggiunta nel 1986.
Molti dei volumi sono ora considerati opere classiche chiave per i rispettivi periodi. Negli ultimi anni alcuni dei volumi sono stati pubblicati come opere a sé stanti. Nel 1992 è stato commissionato New Oxford History of England con la realizzazione di undici volumi fino ad oggi. Almeno sei volumi sono ancora in uscita. John Bossy ha scritto, nel 1996, che la serie "non suona molto nella mente" ad eccezione dei volumi 1, 2 e 15. Patrick Wormald, nel 1981, ha elogiato allo stesso modo gli stessi volumi (e "forse" il volume 12) come "tra i successi di una serie non del tutto felice".

## Volumi e autori
I volumi della serie sono i seguenti:
- Volume I: Roman Britain and the English Settlements, RG Collingwood e JNL Myres (1936)
  - Successivamente sostituito da:

Volume IA: Roman Britain, Peter Salway (1981)
Volume IB: The English Settlements, JNL Myres (1986)
- Volume II: History of Anglo-Saxon England, c550 – 1087, Sir Frank Stenton (1943)
- Volume III: From Domesday Book to Magna Carta, Austin L. Poole (1951)
- Volume IV: The Thirteenth Century,  1216-1307, Sir Maurice Powicke (1953)
- Volume V: The Fourteenth Century, 1307-1399, May McKisack (1959)
- Volume VI: The Fifteenth Century,  EF Jacob (1961)
- Volume VII: The Earlier Tudors, JD Mackie (1952)
- Volume VIII: The Reign of Elizabeth, JB Black (1936)
- Volume IX: The Early Stuarts, Godfrey Davies (1937)
- Volume X: The Later Stuarts, Sir George Clark (1934)
- Volume XI: The Whig Supremacy, Basil Williams (1939)
  - 2ª edizione rivista da CH Stuart (1962)
- Volume XII: The Reign of George III, J. Steven Watson (1960)
- Volume XIII: The Age of Reform,  Sir Llewellyn Woodward (1938)
- Volume XIV: England, 1870–1914, Sir Robert Ensor (1936)
- Volume XV: English History, 1914–1945 AJP Taylor (1965)

Diversi volumi sono stati successivamente rivisti dagli autori per tenere conto della ricerca successiva.

## Uso del termineInghilterra
Quando la serie è stata commissionata: l'"Inghilterra" era ancora una parola onnicomprensiva. Significava indiscriminatamente Inghilterra e Galles, Gran Bretagna, Regno Unito e persino l'impero britannico. Da allora c'è stata una tendenza nella storiografia a limitare l'uso del termine Inghilterra allo stato che esisteva prima del 1707, all'area geografica che copriva e alle persone che conteneva nel periodo successivo. I diversi autori hanno interpretato la "storia inglese" in modo diverso, con Taylor che ha scelto di scrivere la storia del popolo britannico, incluso il popolo del Galles, della Scozia, dell'Irlanda, dell'Impero e del Commonwealth, dove hanno condiviso una storia con l'Inghilterra, ma ignorandoli dove non l'hanno fatto. Altri autori hanno scelto di trattare questioni non inglesi nell'ambito delle loro competenze. 